# Cockett
Cockett (en anglais) ou Y Cocyd (en gallois) est une communauté de la cité et comté de Swansea, au pays de Galles.

## Géographie
Le quartier de Cockett est situé à 2,5 km au nord-ouest du centre-ville de Swansea.

## Démographie
Au recensement de 2011, la communauté de Cockett comptait 13 362 habitants.